# Казахстансько-російський кордон
Російсько-казахстанський кордон — державний кордон, що проходить між двома євразійськими країнами, Росією з півночі та Казахстаном з півдня.
Загальна протяжність кордону становить 6846 км.

## Історія

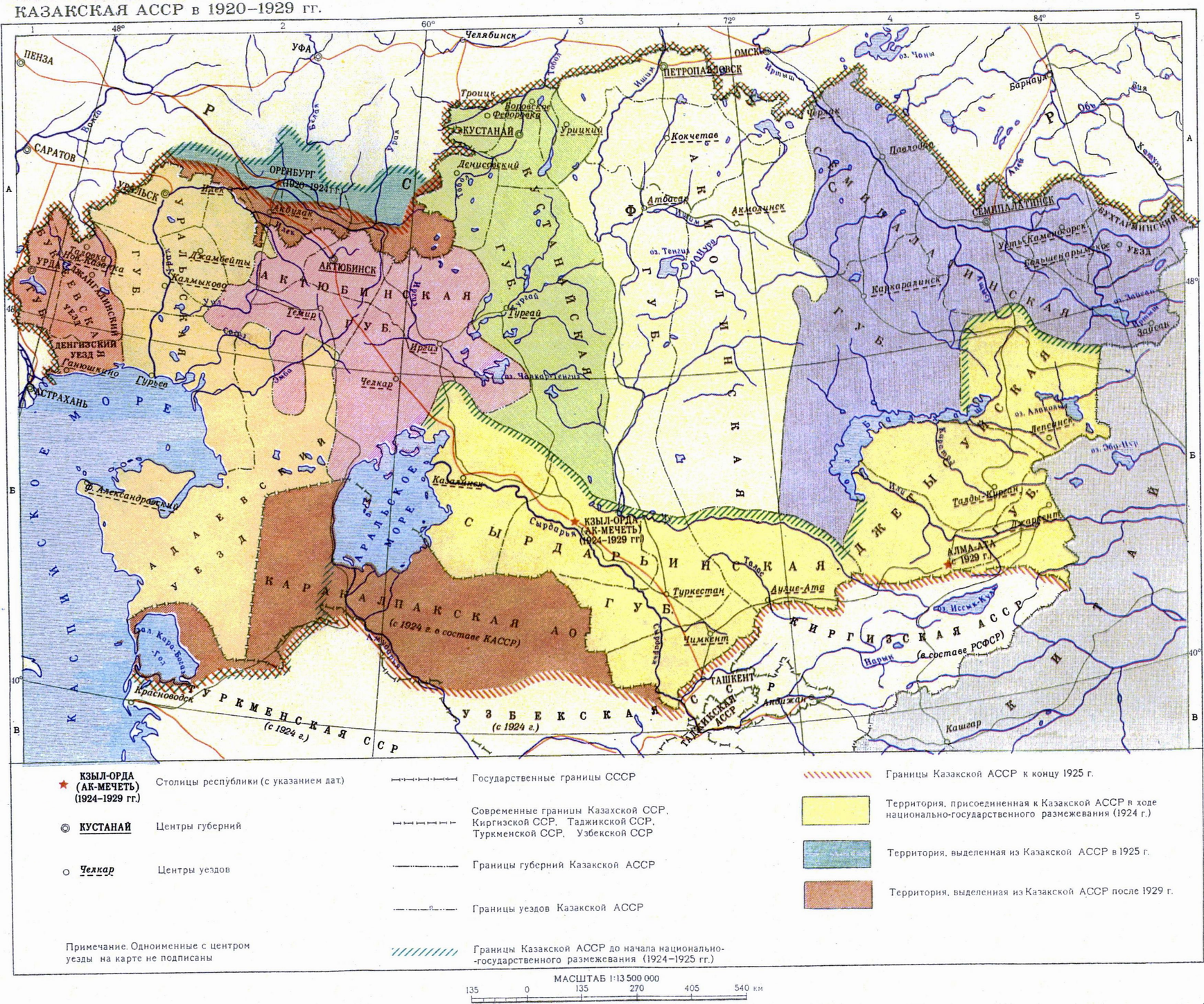
Карта автономної республіки

До Лютневої революції казахів в Росії називали киргизами або киргиз-кайсаками, киргизів — кара-киргизами; ця традиція існувала і в перші роки радянської влади, тому створена у 1920 р. етнічна казахська автономна республіка мала назву Киргизька АРСР (у той час як автономія для киргизів до травня 1925 іменувалася Кара-Киргизькою). До складу Киргизької АРСР увійшла Оренбурзька губернія, а Оренбург (каз. Оренбор) став центром автономної республіки. Одночасно з перейменуванням Киргизської АРСР на Казахську АРСР у 1925 р., її столиця була перенесена з Оренбурга на Сирдар'ю, в місто Ак-Мечеть, перейменоване в Кзил-Орду. Оренбурзька губернія була повернута у безпосереднє підпорядкування Російської СФРР.
У 1960-ті роки існувала пропозиція створення Цілинного краю на півночі Казахстану, який би складався з 5 казахських областей (Кокчетавської, Кустанайської, Павлодарської, Північноказахстанської та Цілиноградської). Площа нової адміністративної одиниці складала б 565,4 тисяч км². Поступово Цілинний край мав би увійти до складу РРФСР. Вже навіть був створений крайком на чолі із секретарем Т.Соколовим. Але безглуздість створення такого краю відстоювали Дінмухамед Кунаєв та Жумабек Ташенєв. В результаті принципової позиції Ташенєва питання про передачу краю до РРФСР було зняте, за що через 2 місяці він був назавжди звільнений з посади голови Верховної ради Казахської РСР.
24 листопада 1962 року президія Верховної ради Казахської РСР, 29 вересня президія Верховної ради Російської РФСР та 24 листопада президія Верховної ради СРСР затвердила зміни кордону між Казахською РСР та Російською РФСР. Згідно з рішеннями був проведений обмін рівнозначними ділянками площею 3,81 км² між Карабалицьким районом Кустанайської області та Варненським районом Челябінської області.
16 вересня 1965 року президія Верховної ради Російської РФСР, 13 жовтня президія Верховної ради Казахської РСР та 6 грудня президія Верховної ради СРСР видали наказ «Про передачу частини території із Комсомольського району Кустанайської області Казахської РСР до складу Троїцького району Челябінської області РРФСР та часткову зміну у зв'язку з цим кордону між Казахською РСР та РРФСР». До складу Росії було передано селища Бобровський та Санджурський з ділянкою землі площею 18,33 км².
Делімітація кордону була завершена 18 січня 2005 року, коли очільники двох країн підписали Договір про казахстансько-російський кордон.